# Miguel Colom Cardany
Miguel Colom Cardany (Valls, 1887 - 1936) fue un abogado y político español. Fue diputado por el Partido Conservador (fracción de Antonio Maura) en las elecciones generales de España de 1919. Al estallar la guerra civil española era concejal del ayuntamiento de Madrid, fue arrestado por milicianos del Comité local de Milícias Antifascistas el 13 de agosto de 1936 y asesinado. En 1941 fue declarado Hijo Ilustre de Valls.